# Boxwork

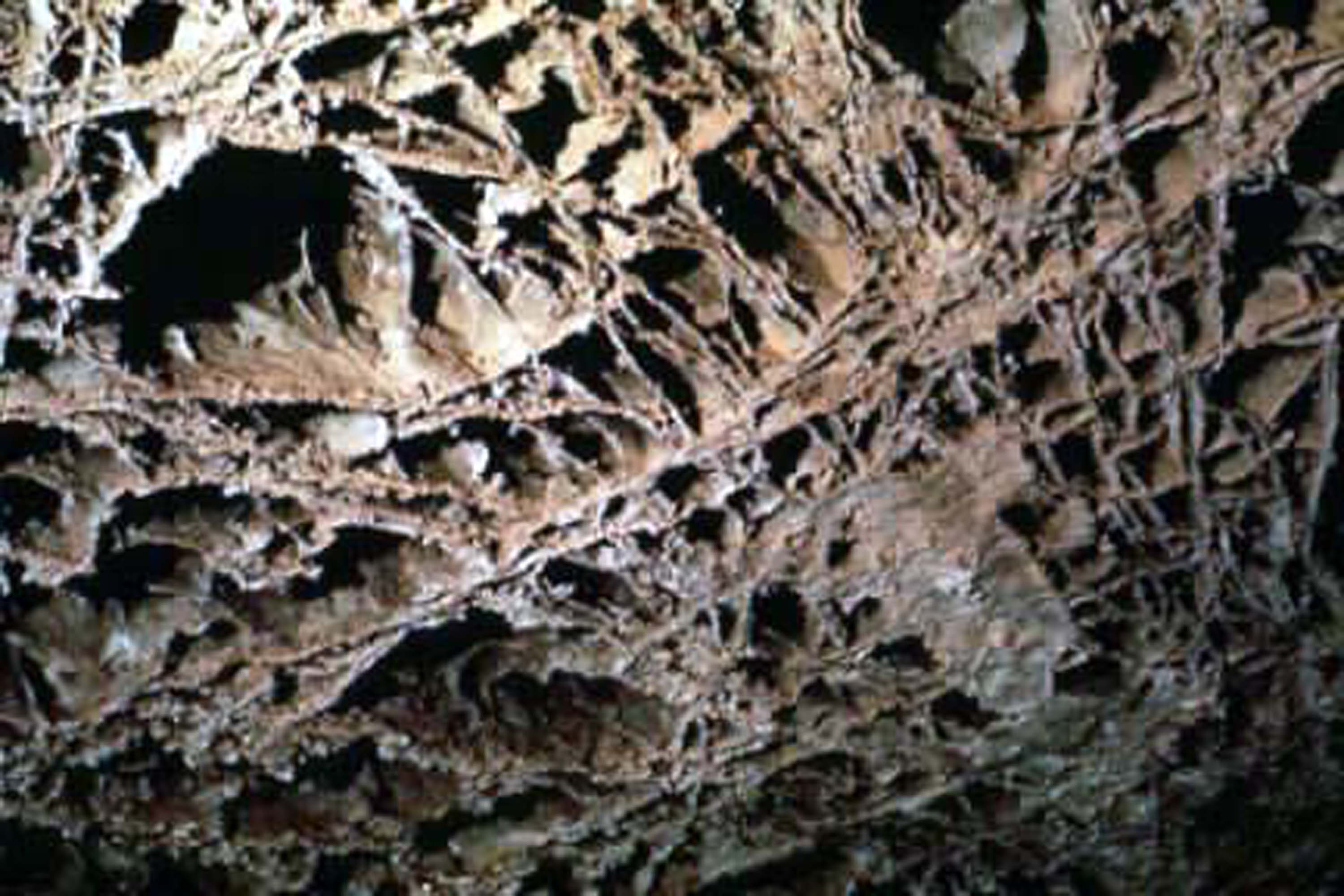
Boxwork in der Wind-Cave-Höhle im gleichnamigen Nationalpark, South Dakota (USA)

Boxwork (engl. Kassettenwerk) ist ein aus dünnschichtigem Kalzit (Kalkspat) bestehendes Speläothem, das in wabenartigen Mustern von Höhlenwänden und -decken ragt. Die einzelnen Blätter durchdringen sich in unterschiedlichen Winkeln und bilden dabei „box“ genannte kassettenartige Strukturen an allen Höhlenoberflächen. Einige der umfangreichsten Boxwork-Vorkommen der Welt befinden sich im Wind-Cave-Nationalpark in South Dakota (USA).
Entsprechend neuerer Forschung füllte das Boxwork-Material Spalten (Klüfte) im Felsen, lange bevor die Höhle gebildet wurde. Als sich das Gestein der Höhle aufzulösen begann, blieb das Füllmaterial der Spalten und Adern bestehen oder löste sich zumindest mit einer geringeren Rate als der umgebende Felsen, so dass die Kalkspatblätter übrig blieben, die von der Höhlenoberfläche ragen.
Das Lösungsmittel war wahrscheinlich langsam durch die Höhle fließendes Wasser. Es wurde schnell mit gelöstem Kalziumkarbonat gesättigt, während es nicht zur Sättigung mit Magnesiumkarbonat (Dolomit) kam. Während das Wasser durch die Höhle floss, konnte es dadurch weiterhin den Dolomit auflösen, der die Boxwork-Blätter umgab, war aber nicht in der Lage, den Kalkspat des Boxworks selbst zu lösen und ließ ihn so in den Höhlenraum ragend stehen.